# Třída Pathfinder (1993)
Třída Pathfinder je třída hydrografických výzkumných lodí provozovaných Military Sealift Command, pomocnou složkou amerického námořnictva. Do roku 2016 bylo do služby zařazeno sedm plavidel této třídy.

## Stavba
Celou třídu staví americká loděnice Halter Marine Group - Moss Point Marine v Escatawpě ve státě Alabama. První skupina šesti lodí byla do služby zařazena v letech 1994–2001. První plavidlo vylepšené verze Maury do služby vstoupilo roku 2016.
Jednotky třídy Pathfinder:
| Jméno                           | Spuštěna | Dokončení         | Status                             |
| ------------------------------- | -------- | ----------------- | ---------------------------------- |
| USNS Pathfinder (T-AGS-60)      | 1993     | 28. října 1994    | Aktivní.                           |
| USNS Sumner (T-AGS-61)          | 1994     | 30. května 1995   | Vyřazena 2014.                     |
| USNS Bowditch (T-AGS-62)        | 1994     | 19. července 1996 | Aktivní.                           |
| USNS Henson (T-AGS-63)          | 1996     | 20. února 1998    | Aktivní.                           |
| USNS Bruce C. Heezen (T-AGS-64) | 1999     | 13. ledna 2000    | Aktivní.                           |
| USNS Mary Sears (T-AGS-65)      | 2000     | 17. prosince 2001 | Aktivní.                           |
| USNS Marie Tharp (T-AGS-66)     | 2013     | 16. února 2016    | Původní název USNS Maury. Aktivní. |
| USNS Robert Ballard (T-AGS-67)  | 2020     | 2026 (plán)       | Ve stavbě.                         |

## Konstrukce

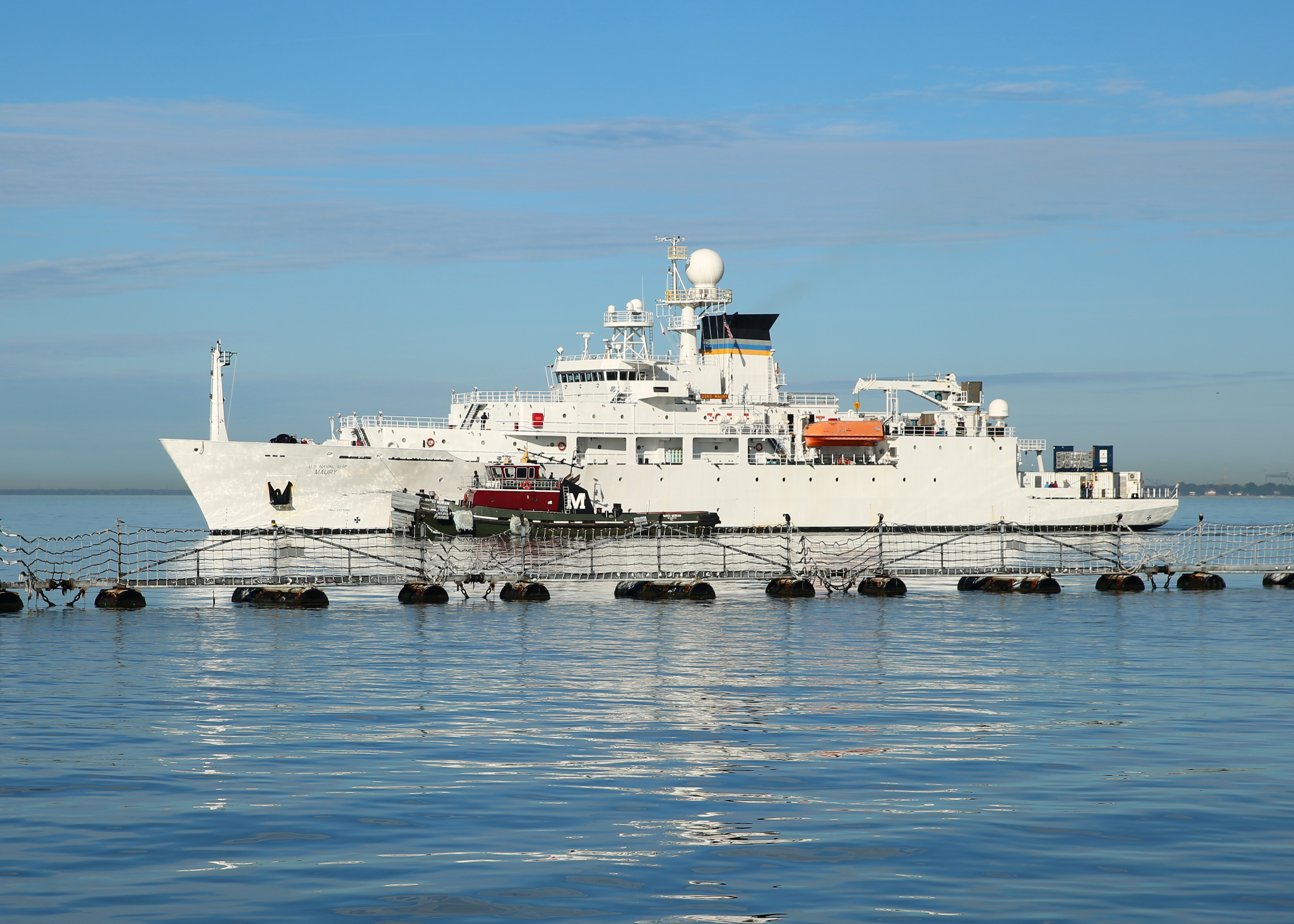
USNS Maury (T-AGS-66), 2017

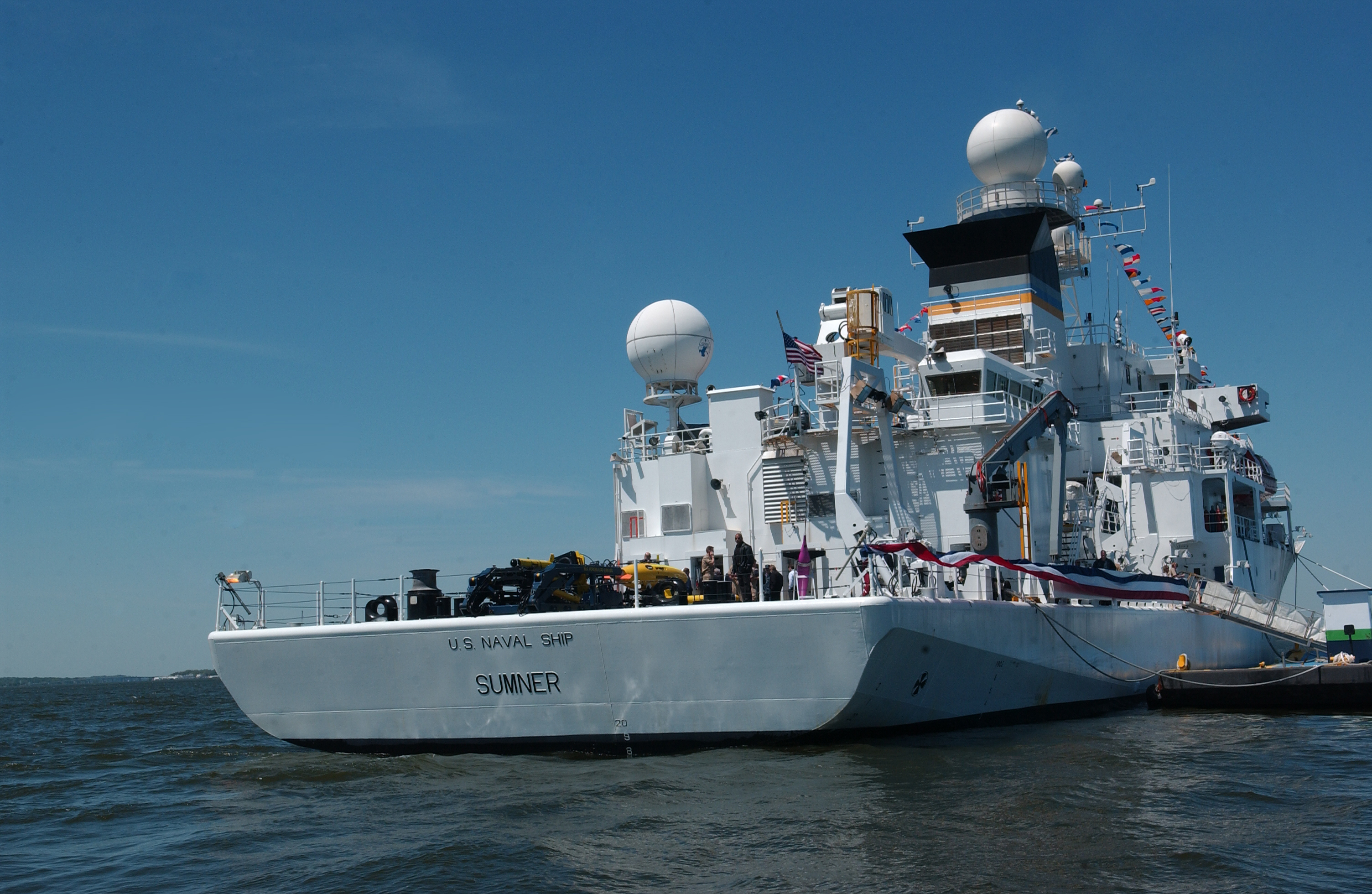
USNS Sumner (T-AGS-61)

Posádku plavidel tvoří 28 námořníků a 27 vědců. Plavidla nenesou žádnou výzbroj. Jsou vybavena množstvím vědeckých přístrojů, včetně různých typů sonarů. Pohonný systém tvoří dva diesely dodávající na hřídel lodního šroubu výkon v přepočtu 5,9 MW (8 000 shp). Nejvyšší rychlost dosahuje 16 uzlů.